# Sevilleja de la Jara
Sevilleja de la Jara é um município da Espanha na província de Toledo, comunidade autónoma de Castilla-La Mancha, de área 234 km² com população de 907 habitantes (2006) e densidade populacional de 4,18 hab/km².

## Demografia
| Variação demográfica do município entre 1991 e 2004 | Variação demográfica do município entre 1991 e 2004 | Variação demográfica do município entre 1991 e 2004 | Variação demográfica do município entre 1991 e 2004 |
| --------------------------------------------------- | --------------------------------------------------- | --------------------------------------------------- | --------------------------------------------------- |
| 1991                                                | 1996                                                | 2001                                                | 2004                                                |
| 1204                                                | 1108                                                | 1015                                                | 980                                                 |